# 假小喙菊属
假小喙菊属（学名：Paramicrorhynchus）是菊科下的一个属，为多年生草本植物。该属共有10种，分布于地中海地区、中亚、喜马拉雅地区及阿富汗等地。